# 霧島聖子
霧島 聖子（きりしま せいこ、1991年 (平成3年) 12月8日 - ）は、日本のレースクイーン（レースアンバサダー）、グラビアモデル、歌手。大阪府出身。愛称は「せいこっこ」。歌手としては「Renna（れんな）」名義で活動している。プリッツコーポレーション、アイズ所属を経て2025年1月現在はフリーランス（Gold Circle Entertainmentと業務提携。）。

## 来歴

### モデル活動開始 - BRZ GALSへ
大学時代は美人時計のモデルや全日本クロスカントリー選手権のグリッドガールなどをこなしていたが、2014年に上京してプリッツコーポレーションに所属。同年、カプコン『モンスターハンター4G』の公式看板娘に選ばれ、全国各地で開催された同ゲームのイベントに出演する。
2015年、ホンダライダーズフレンドに就任し、レースクイーン活動を本格的に開始。また、同年よりキリンジョッキーズにも就任して全国各地のイベントに出演する。
2016年、SUPER GT300クラス「SUBARU BRZ GT GALS BREEZE」の一員として国内全戦に参戦したほか、チーム関連の各種イベントにも参加した。また、D1 グランプリにも「EXEDY Racing Girls」として参戦したうえ、Moto GP日本ラウンドにおいては「IDEMITSU HONDA Team Asia」のレースクイーンに就任し、世界選手権デビューを果たす。
2017年、前年に引き続き「SUBARU BRZ GT GALS BREEZE」として活動する。なお、メンバー全員が揃って2年連続で活動したのは霧島たちの代が初めてかつ2023年時点で唯一である。この年はタイラウンドを含む全戦に参戦したほか、チーム関連イベント、東京オートサロン、東京モーターショー、大阪モーターショーにもBREEZEとして出演を果たした。D1グランプリでは、公式イメージガール『D-LOVEits』として海外ラウンドを含む全6戦に参戦したほか、鈴鹿8時間耐久ロードレースにも「NCXX Racing Race Queen」として参戦した。また、同年の東京ゲームショウにおいても、Xperiaブースにて『真・三國無双』のコスプレモデルとして出演した。

### フレッシュエンジェルズ - アイズ移籍

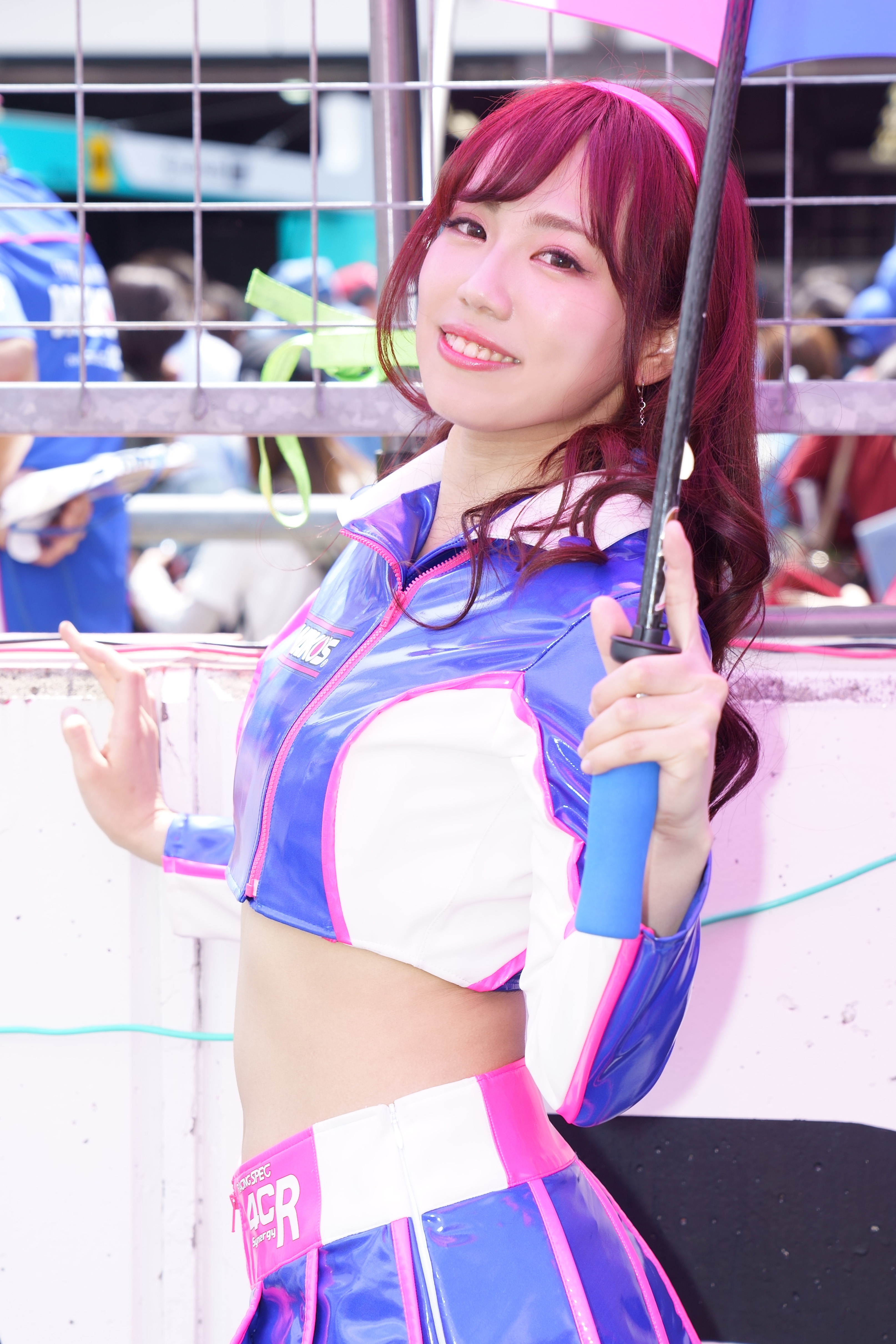
2019年5月4日・SUPER GT Rd.2富士にて

2018年、「D’STATION フレッシュエンジェルズ」に就任し、スーパーGT国内全戦、公式イメージガールとしてスーパー耐久シリーズ全戦に参戦した他、ブランパンアジア国内2戦、さらにWEC富士ラウンド、鈴鹿10時間耐久レースにも参戦した。鈴鹿10時間耐久レースでは、ライブステージにおいてソロ活動の「Renna」としても楽曲を披露した。サーキット以外においても、フレッシュエンジェルズとして都内近郊のライブハウス等でのアイドルライブに多数出演しパフォーマンスを披露した。同年の『GOODRIDE 日本レースクイーン大賞2018』ではファイナリストに選出された。
所属事務所をプリッツコーポレーションからアイズに移籍した2019年は、2月4日にSUPER GT GT500 LEXUS TEAM Lemans「2019 WAKO’S GIRLS」に就任を発表。さらに4月17日にはスーパーフォーミュラ VANTELIN TEAM TOM'S「ネッツトヨタ多摩 T's factory lady」に就任することをTwitterで発表、本人としては初となるスーパーフォーミュラでのレースクイーン活動となった。（参戦は第1戦鈴鹿、第4戦富士、第5戦もてぎ、第7戦鈴鹿の計4戦）
2019年シーズンにおいて、SUPER GT所属チーム「LEXUS TEAM Lemans WAKO'S」の大嶋和也選手・山下健太選手組がドライバーズタイトルを獲得、スーパーフォーミュラ所属チーム「VANTELIN TEAM TOM'S」のニック・キャシディ選手がドライバーズタイトルを獲得し、レースクイーンとして所属したチームがともにチャンピオンを獲得したのはレースクイーン初の快挙となった。さらに自身も、2020年1月11日に東京オートサロン2020（幕張メッセ）で発表された『GOODRIDE 日本レースクイーン大賞2019』において「レースクイーン大賞」のタイトルを受賞した。
また、レースクイーン以外の活動として、2019年4月より、西口プロレス リングガール『西口向上委員会』に就任し、同団体の興行への出演の他、マシェバラで配信される同ユニットの番組「西口向上↑↑放送部」にも出演した。西口プロレスでは同じ事務所の太田麻美やフレエンで共働した小越しほみとも共演している。

### フレエン復帰 - ミスFLASHへ
2020年に入ると、2月21日にSUPER GT 500クラス「KONDO Racing REALIZE GIRLS」就任を発表。それから4日後の2月25日には、「D'STATION フレッシュエンジェルズ」に2年ぶりの復帰を果たし、自身2度目のスーパー耐久公式イメージガールを務めた。なお、この年のSUPER GTでは、300クラスでD'STATIONがPacific Racingと組み「Pacific - D'station Racing」名義で出場したが、スーパー耐久ではそれに伴うRQチームの合併統合は行われなかった。同年11月20日には自身初のイメージビデオ『Saint Love』をリリース。グラビアモデルとしても活動するようになる。
2020年6月、光文社主催の『ミスFLASH2021』へのエントリーを発表。セミファイナルステージで第1位を獲得しファイナリスト15名の中に入った後、2021年1月18日、『ミスFLASH』第15代目グランプリを受賞。アイズ所属者及びフレエン出身者としても初の快挙で、満年齢29歳での栄冠獲得は2019年（第13回）の沙倉しずかに次ぐ歴代2番目の年長記録となった。

### WedsSportレースクイーン時代 - フリーランス
ミスFLASH受賞後の2021年2月9日、WedsSport（RACING PROJECT BANDOH）のレースクイーンである「WedsSport Racing Gals」に就任したことを発表。自身がデビュー前から憧れていた夢を叶えることになった。また2021年度のフレエンは継続せず、エヴァンゲリオンレーシングRQ2021の真希波・マリ・イラストリアス役就任を3月12日に発表した。
2022年2月24日、安田七奈・宮本りおと共に2年連続でWedsSport Racing Galsを務めることを発表。メンバー3人がWedsのRQを2年連続で務めるのは史上初のことである。またスーパーフォーミュラでは同じ大阪府出身の五十川ちほと共に「にゃんこ大戦争ガールズ」（Kuo VANTERIN TEAM TOM'S）を担当した。エヴァンゲリオンレーシングでは引き続きマリ役を担当したが、この年の鈴鹿8耐には出演せず、カートレースやD1等のイベント参加が主となった。
2023年1月20日、3年連続でWedsSport Racing Galsを務めることを発表。2年間共働した安田と宮本が卒業し、南真琴・日南まみ・北川美麗を含む計4人体制となったが、北川が諸事情で活動を辞退したため、3人体制でシーズンを終えた。また今年度もエヴァンゲリオンレーシングRQ2023の真希波・マリ・イラストリアス役を継続する他、同年4月3日には、格闘技団体RISEのラウンドガールに当たる「R-1SE Force 2023」に就任することが発表された。10月にはWedsSport Racing Galsのコスチュームが『日本レースクイーン大賞2023』のコスチュームグランプリを受賞。同月には週刊プレイボーイ創刊57周年企画「NIPPONグラドル57人」にグラビアニュージェネレーションの1人として掲載された。
2024年7月16日、“「龍が如く」最新作 ミナト区系女子オーディション”で合格。同最新作への出演が決定した。
2025年1月13日、自身のSNSを更新し、所属していたアイズとの専属契約を円満解除し、同年よりフリーランスとなったことを報告。また、今後は暫く登録制の事務所と業務提携を結ぶ形で活動すると併せて報告した。

## 人物・逸話
- 特技は歌、ラッピング・秘書検定2級。
- レースクイーン・モデルでは「霧島聖子」名義だが、歌手としては「Renna(れんな)」として活動。
- ミスFLASH2021では霧島の他、益田アンナ・名取くるみといったRQ経験者が上位に入っており、グランプリ発表号となったFLASH2021年2月2日号では「史上最強」のキャッチコピーが付いた[25][注 3]。
- レースクイーン時にパンツの紐がちぎれ、その後ノーパンで仕事をやりきったことがある[38][42]。

## レースクイーン・レースアンバサダー
| 年     | カテゴリー                                                                   | チーム名                                                            | 他メンバー                                                      |
| ------ | ---------------------------------------------------------------------------- | ------------------------------------------------------------------- | --------------------------------------------------------------- |
| 2013年 | 全日本MCクロスカントリー選手権                                               | JNCCレースクイーン                                                  |                                                                 |
| 2015年 | 全日本モトクロス選手権 全日本ロードレース選手権 鈴鹿8時間耐久ロードレース 他 | HONDAライダーズフレンド                                             | 平野杏梨、梅本美優                                              |
| 2016年 | D1グランプリ                                                                 | EXEDY Racing Girls                                                  | 今井みどり 大谷芽衣 朝倉恵理子                                  |
| 2016年 | SUPER GT GT300                                                               | SUBARU BRZ GT GALS Breeze                                           | 森脇亜紗紀 藤谷香々 佐藤美央里                                  |
| 2016年 | Moto GP (第15戦のみ)                                                         | IDEMITSU HONDA Team Asia Race Queen                                 | 朝比奈英呼                                                      |
| 2017年 | SUPER GT GT300                                                               | SUBARU BRZ GT GALS BREEZE                                           | 森脇亜紗紀 藤谷香々 佐藤美央里                                  |
| 2017年 | D1グランプリ                                                                 | D1 公式イメージガール D-LOVEits                                     | あべみほ、藤谷彩香、 今井みどり、大沢真理恵                     |
| 2017年 | 鈴鹿8時間耐久ロードレース                                                    | NCXX Racing Race Queen (ネクスグループ)                             | 近藤みき、比良祐里、 栗沢綾乃                                   |
| 2018年 | SUPER GT GT300 スーパー耐久（ST-X/ST-1） ポルシェ・カレラカップジャパン      | D'STATIONフレッシュエンジェルズ                                     | 林紗久羅（リーダー） 小越しほみ、中村比菜、宮本りお             |
| 2019年 | SUPER GT GT500                                                               | 2019 WAKO’S GIRLS                                                   | 滝川メグ、生田ちむ、藤高つばさ                                  |
| 2019年 | スーパーフォーミュラ (第1戦、第4戦、第5戦、第7戦)                            | ネッツトヨタ多摩 T's factory lady                                   |                                                                 |
| 2020年 | SUPER GT GT500                                                               | 2020 KONDO Racing REALIZE GIRLS                                     | 織田真実那、前田真実果、五十嵐みさ                              |
| 2020年 | スーパー耐久                                                                 | D'STATIONフレッシュエンジェルズ                                     | 林紗久羅（リーダー） 水瀬琴音、引地裕美、宮瀬七海、阿比留あんな |
| 2021年 | SUPER GT GT500                                                               | 2021 WedsSport Racing Gals                                          | 安田七奈、宮本りお                                              |
| 2021年 | スーパー耐久 D1グランプリ 86/BRZレース                                       | エヴァンゲリオンレーシングRQ2021 （真希波・マリ・イラストリアス役） | 優月、五十嵐希、村上楓、梨砂子                                  |
| 2022年 | SUPER GT GT500                                                               | 2022 WedsSport Racing Gals                                          | 安田七奈、宮本りお                                              |
| 2022年 | スーパーフォーミュラ SUPER FORMULA Lights                                    | にゃんこ大戦争ガールズ                                              | 五十川ちほ                                                      |
| 2022年 | スーパー耐久 D1グランプリ 86/BRZレース                                       | エヴァンゲリオンレーシングRQ2022 （真希波・マリ・イラストリアス役） |                                                                 |
| 2023年 | SUPER GT GT500                                                               | 2023 WedsSport Racing Gals                                          | 南真琴、日南まみ、北川美麗                                      |
| 2023年 | スーパー耐久 D1グランプリ 86/BRZレース                                       | エヴァンゲリオンレーシングRQ2023 （真希波・マリ・イラストリアス役） |                                                                 |
| 2024年 | SUPER GT GT500                                                               | 2024 WedsSport Racing Gals                                          | 南真琴、名取くるみ、浜嶋りな                                    |
| 2024年 | スーパーフォーミュラ                                                         | B-Max Racing                                                        | 真白美希、正智寧音子                                            |
| 2024年 | スーパー耐久(第2戦) 富士SUPER TEC 24時間レース                               | TEAM NOPRO                                                          | 根岸しおり                                                      |
| 2025年 | SUPER GT GT500                                                               | 2025 WAKO’S GIRLS（16号車）                                         | 生田ちむ                                                        |
| 2025年 | スーパーフォーミュラ                                                         | 2025 Kids com Team KCMG サポートガール                              | 楓紗季                                                          |
| 2025年 | スーパー耐久（ST-Z (GT4) ）                                                  | 2025 Hitotsuyama Racing レースアンバサダー（21号車）                | 河村澪、鈴木南美                                                |

## イベント出演

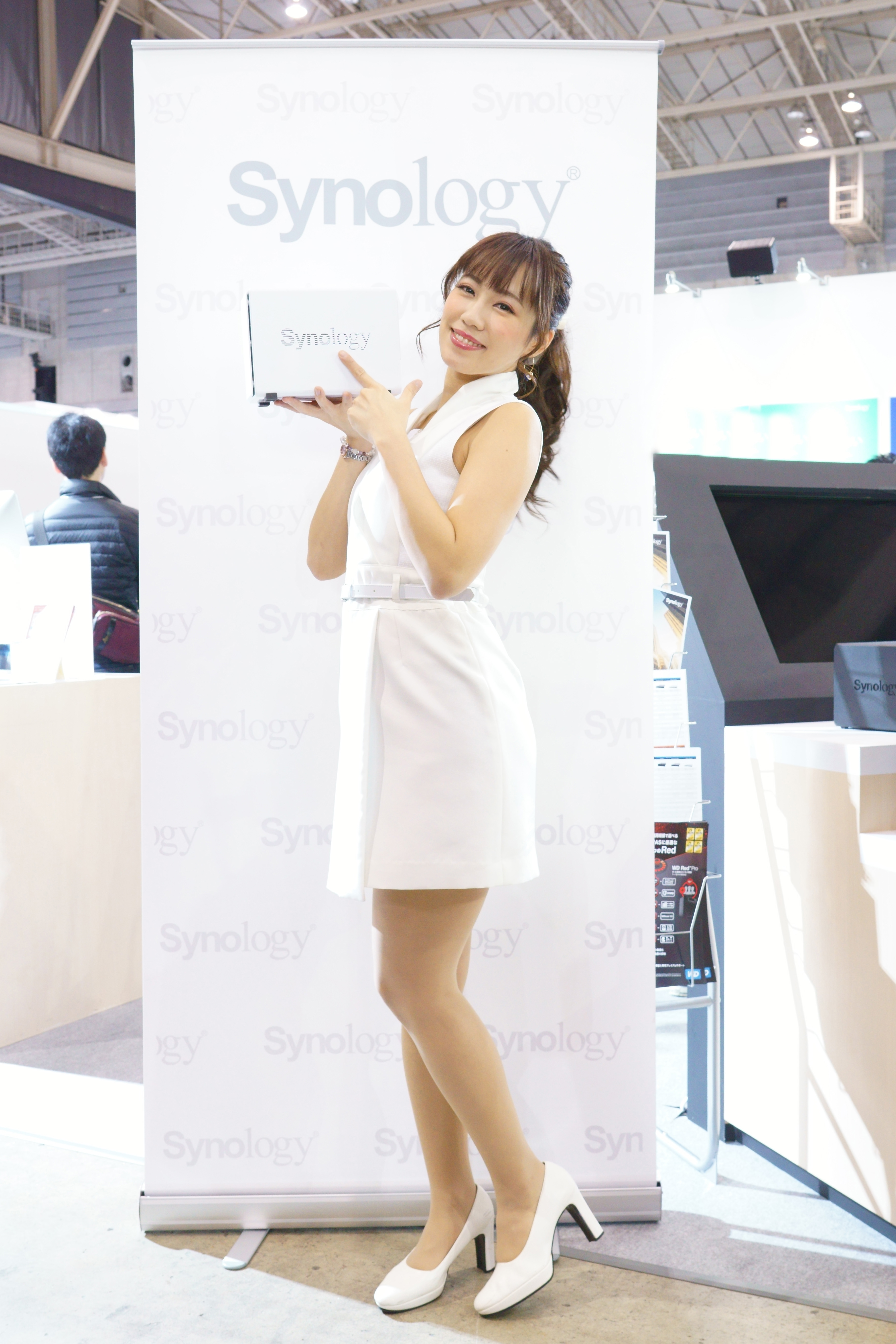
2018年 3月3日 cp+ Synologyブースにて

- 大阪美人時計モデル（2012年、大阪美人時計）
- 京都国際マンガ・アニメフェア2013：「MBSブース」魔法少女まどか☆マギカ 暁美ほむらコスプレ（2013年9月7日 - 8日、京都市勧業館）[51]
- 国際モダンホスピタルショウ2014：「テルモブース」（2014年7月16日 - 18日、東京ビッグサイト）[52]
- 東京ゲームショウ 2014：「カプコンブース」モンスターハンター4G 看板娘（2014年9月18日 - 21日、幕張メッセ）[53]
- 東京オートサロン2015：「GOODYEARブース」（2015年1月9日 - 11日、幕張メッセ）[54]
- 第15回JAPANドラッグストアショー：「サンスターブース」（2015年3月13日 - 15日、幕張メッセ）[55]
- AnimeJapan 2015：「牙狼《GARO》ブース」（2015年3月21日 - 22日、東京ビッグサイト）[56]
- コミケットスペシャル６ - OTAKU SUMMIT 2015 –：「ビジュアルアーツブース」（2015年3月28日 - 29日、幕張メッセ）[57]
- 東京ゲームショウ 2015：「カプコンブース」 (2015年9月17日 - 20日、幕張メッセ）[58]
- 東京モーターショー2015：「メルセデスベンツブース」（2015年10月29日 - 11月8日、東京ビッグサイト）[59]
- 東京オートサロン2016：「GOODYEARブース」（2016年1月15日 - 17日、幕張メッセ）[60]
- ジャパンアミューズメントエキスポ2016：「コナミブース」（2016年2月19日 - 20日、幕張メッセ）[61]
- 第16回JAPANドラッグストアショー：「シオノギ製薬ブース」（2016年3月18日 - 20日、幕張メッセ）[62]

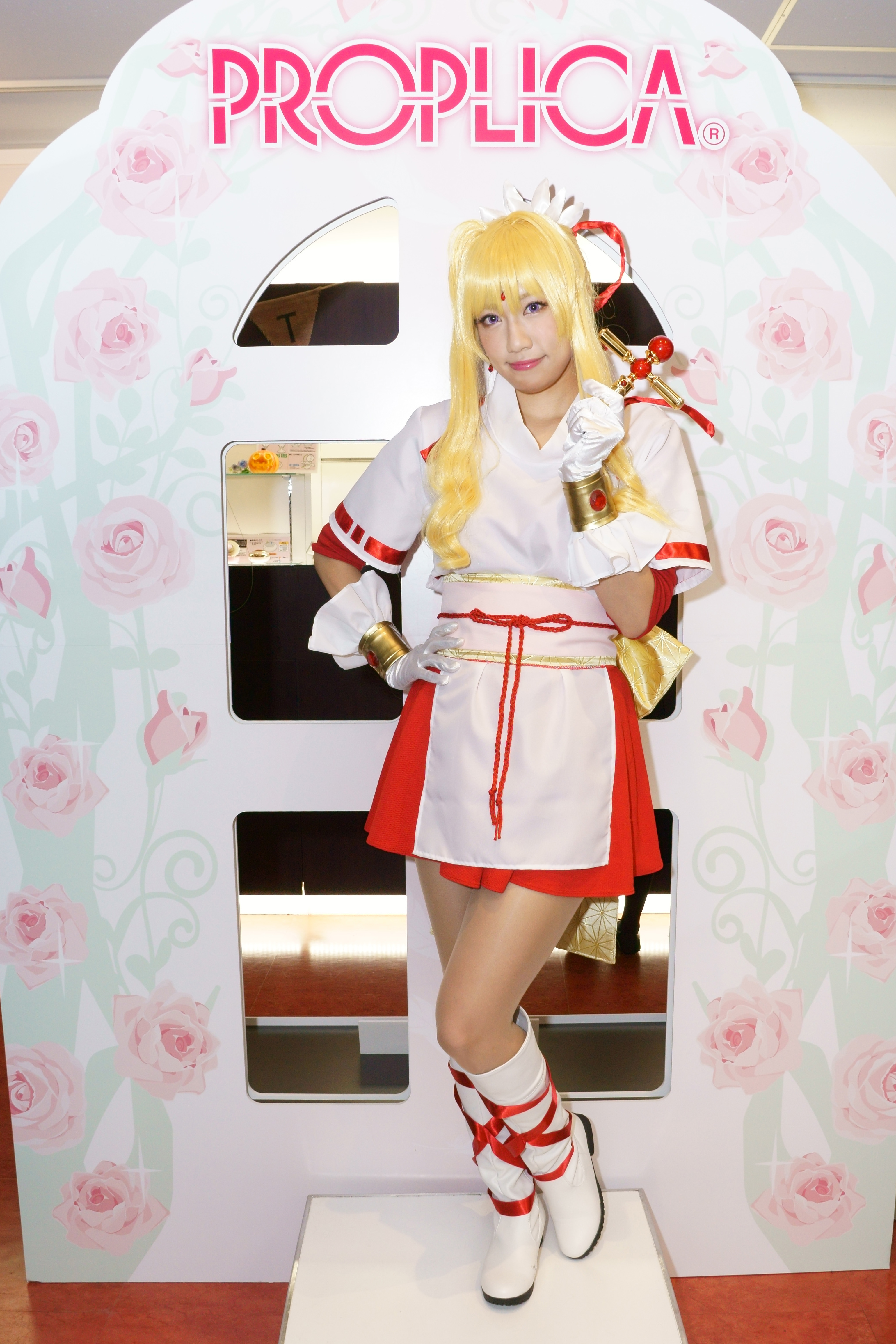
2018年10月27日 魂ネイション2018 AKIBA SHOWROOMにて

- 東京レプタイルズワールド 2016 夏 「Arion Japanブース」（2016年5月16日 - 17日、池袋サンシャインシティ）[63]
- 東京ゲームショウ 2016：「カプコンブース」 (2016年9月15日 - 18日、幕張メッセ）[64]
- 東京オートサロン2017：「SUBARUブース」（2017年1月13日 - 15日、幕張メッセ）[65]
- CP+2017：Synologyブース ※出演は25・26日のみ（2017年2月23日 - 2月26日、パシフィコ横浜）
- 第33回 大阪モーターサイクルショー2017：「ハーレーダビッドソンブース」（2017年3月18日 - 20日、インテックス大阪）[66]
- AnimeJapan 2017：「うちのタマ知りませんか？」 擬人化コスプレ　Sony Mobile Communications inc. (2017年3月23日 - 26日、東京ビッグサイト）[67]
- 東京おもちゃショー2017：「アガツマブース」MC　※出演はビジネスデーのみ（2017年6月1日 - 4日、東京ビッグサイト）[68]
- 東京ゲームショウ 2017：「Xperiaブース Fanal Fantasy X　真・三國無双 "王異"」 Sony Mobile Communications inc. (2017年9月21日 - 24日、幕張メッセ）[注 4][12]
- 東京モーターショー2017：「SUBARUブース」（2015年10月27日 - 11月5日、東京ビッグサイト）
- 大阪モーターショー2017：「SUBARUブース」（2017年12月8日 - 11日、インテックス大阪）[69]
- 東京オートサロン2018：「MOTULブース」（2018年1月12日 - 14日、幕張メッセ）[70][注 5]
- ジャパンアミューズメントエキスポ2018：バンダイナムコテクニカブース (2018年 2月9日 - 11日、幕張メッセ）[X 1]

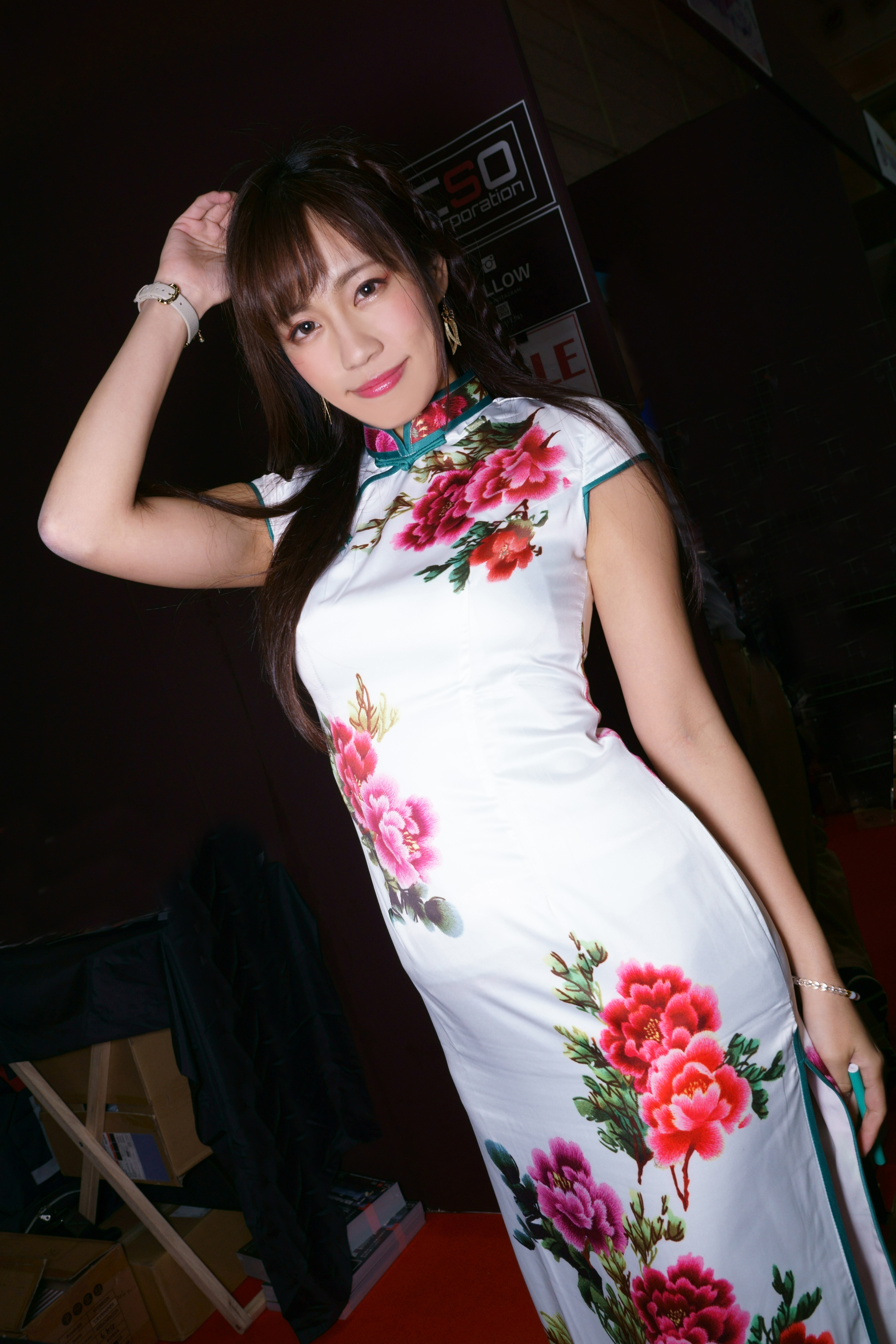
2019年 1月12日 TOKYO AUTO SALON 2019にて

- CP+2018：Synologyブース (2018年3月1日 - 4日、パシフィコ横浜）[X 2]
- ジャパンインターナショナルボートショー2018：「カワサキブース」 (2018年3月9日 - 11日、パシフィコ横浜）[71]
- 東京おもちゃショー2018：「アガツマブース」MC　※出演はビジネスデーのみ（2018年6月7日 - 10日、東京ビッグサイト）[72]
- 2018洗浄総合展：「株式会社サイエンスブース」マイクロバブルトルネード 実演モデル（2018年10月17日 - 19日、東京ビッグサイト）[X 3]
- 魂ネイション2018：神風怪盗ジャンヌ "怪盗ジャンヌ"コスプレ（2018年10月26日 - 28日、AKIBA SHOWROOM）[73]
- Embedded Technology 2018 / 組込み総合技術展：JASA "クミコ・ミライ" コスプレ（2018年11月14日 - 16日、パシフィコ横浜）[X 4]
- 東京オートサロン2019：「CSO CORPORATIONブース」（2019年1月11日 - 13日、幕張メッセ）[X 5]
- CP+2019：Synologyブース (2019年2月28日 - 3月3日、パシフィコ横浜）[74]
- 東京ゲームショウ 2019：「DMM GAMESブース」 (2019年9月12日 - 15日、幕張メッセ）[75]
- 東京モーターショー2019：「ISUZUブース」 (2019年10月23日 - 11月4日、東京ビッグサイト）[76][1]
- 東京オートサロン2020：「ブリヂストンブース」（2020年1月10日 - 12日、幕張メッセ）[動 1][77]
- 東京ゲームショウ 2020：「Xperia presents 恋のぺり騒ぎ2020」 (2020年9月27日、オンライン開催）[動 5]
- EVA RACING ENDURANCE KART CUP（2022年7月3日、スポーツランドSUGO）[32]
- D1グランプリ2022 Rd.8&9（2022年11月12日 - 13日、エビスサーキット）- エヴァンゲリオンレーシングレースクイーンとして[33]
- 東京オートサロン2023：「wedsブース」（2023年1月13日 - 15日、幕張メッセ）[78][79]
- 東京オートサロン2024：「wedsブース」（2024年1月12日 - 14日、幕張メッセ）[36][動 6]
- 大阪オートメッセ2024：「wedsブース」（2024年2月10日 - 12日、インテックス大阪）[X 6][80][81][動 7]
- AnimeJapan 2024：「NBCユニバーサル・エンターテイメントジャパンブース」 - 『ご注文はうさぎですか?』リゼのコスプレ（2024年3月23日・24日、東京ビッグサイト）[82]
- 東京ゲームショウ2024：「セガ / アトラスブース」 - 『龍が如く8外伝 Pirates in Hawaii』コーナー・「ミナト区系女子」の一人として（2024年9月26日 - 29日、幕張メッセ）[83]
- 東京オートサロン2025：「wedsブース」（2025年1月10日 - 12日、幕張メッセ）[84]
- 大阪オートメッセ2025：「KAMIKAZE COLLECTIONブース」（2025年2月7日 - 9日、インテックス大阪）[85][86][動 8]
- コスホリック40：「GCEブース」（2025年2月11日、さいたまスーパーアリーナ内 コミュニティアリーナ）[87][88]

## 出演

### テレビ番組
- レースクイーンと行く！女子力アップ旅（初回放送：2018年9月1日、J SPORTS 3）[89]
- バゲット（日本テレビ）
  - （2019年7月31日）
  - 「気分があがるランキング」（2019年8月28日・10月9日）
  - 「プロが伝授 簡単！マフラーアレンジ術」（2019年12月5日）
  - 「疲労回復専門医が解説 疲れにくい体つくり」（2020年2月26日）
  - 「専門医が解説  家の中の花粉症対策」（2020年2月27日）
  - 「ワークマン 秋の新作オススメTOP5」（2020年8月31日）
- 透明彼女 season15 #9（初回放送：2021年3月16日、V☆パラダイス）
- 全力アピール アダムシアター（2024年4月30日、TBS）[X 7][動 9]
- 土曜☆ブレイク「あなたは見抜けるか？女神の眼力！」（2024年5月11日、TBS）[X 8][X 9]

### ラジオ番組
- 北野誠のトコトン投資やりまっせ。（2022年4月6日 - 9月28日、ラジオNIKKEI第1放送 (YouTube Liveでライブ配信あり) ） - アシスタント（安田七奈と隔週交替）[X 10][X 11]
- GMOクリック証券 presents 水谷隼の投資&ヘルスケア（2024年10月1日 - 29日・2025年1月7日 - 28日、TBSラジオ） - マンスリーパートナー[90][91]

### インターネット番組
- 新すぽ 「スポーツ雪合戦 練習編」（2018年11月30日 19時30分 - 20時00分、WALLOP）[92][動 10]
- 脇阪寿一のSUPER言いたい放題!（2023年3月30日 - 、ニコニコ生放送 / YouTube Live・VIDEO OPTION公式チャンネル） - 進行[X 12][93]

### インターネット配信
- 【中古車検索サイト】車選びドットコム 【ミニバンの王様】トヨタ アルファードを土屋圭市とミスFLASH2021グランプリの霧島聖子が徹底解説！TOYOTA ALPHARD Executive Lounge【試乗レビュー・車両レビュー】 2021年4月7日公開
- 【中古車検索サイト】車選びドットコム 【若者の味方!!】スズキ スイフトスポーツを土屋圭市とミスFLASH2021グランプリの霧島聖子が徹底解説！やっぱり6MTが楽しい！SUZUKI SWIFT SPORT【試乗レビュー・車両レビュー】2021年4月14日公開
- 【中古車検索サイト】車選びドットコム 土屋圭市とアウトランダーPHEV】三菱 アウトランダーPHEVを土屋圭市と霧島聖子が徹底解説！災害に強いSUVは走りも強い？！MITSUBISHI OUTLANDER PHEV【車両・試乗レビュー】2021年7月29日公開
- 【中古車検索サイト】車選びドットコム 【ランエボのSUV？】土屋圭市と霧島聖子が三菱 エクリプスクロスPHEVを徹底解説！まるでランエボのSUV版？と思わせるような走りにドリキン土屋圭市もびっくり！【試乗レビュー・車両レビュー】
- 【中古車検索サイト】車選びドットコム 【プラグインハイブリッド対決!!】三菱のPHEV アウトランダーとエクリプスクロスを土屋圭市と霧島聖子が徹底比較!! アナタはランエボのような走り派？使い勝手を求める派？【車両レビュー・試乗レビュー】
- CARPRIME カープライム【ルーミー カスタム＆ソリオ バンディット】霧島聖子・伊藤梓・工藤貴宏がコンパクトトールワゴンを徹底比較！
- コレデチャンネル トヨタ ルーミー &スズキ ソリオ】どこが違うの？コンパクトトールワゴンを霧島聖子・伊藤梓・工藤貴宏と徹底解説！
- 【中古車検索サイト】車選びドットコム【スペーシア カスタム】スズキ スペーシア カスタムを土屋圭市と霧島聖子が徹底解説!! マイルドハイブリッドとターボを搭載したスペーシアはライバルと比較してみると？
- 【中古車検索サイト】車選びドットコム 【N-BOX カスタム】ホンダF1エンジニアが作った？N-BOXを土屋圭市と霧島聖子が徹底チェック！HONDA N-BOX CUSTOM 【車両レビュー・試乗レビュー】
- 【中古車検索サイト】車選びドットコム　【N-BOXとスペーシア】ホンダ N-BOXカスタムと スズキ スペーシアカスタムを土屋圭市と霧島聖子で乗り比べ！人気 軽ハイトワゴンを選ぶならどっち？

### イベント
- 2015・2016 ・2017・2018　４年連続KIRINジョッキーズ　[94]
- 第2回東京雪合戦 歌唱ゲスト（2018年12月16日：国歌斉唱・他2曲）
- 西口プロレス リングガール「西口向上委員会」（2019年）[95][注 6]
- ギャルパラTV スーパーLive Vol.1 (BiSHトリビュートユニット「RiSH」メインボーカル：2019年 3月29日・浅草橋MANHOLE)[96]
- 盛夏雪合戦2019 ゲスト（2019年7月6日 : 始球式）
- ギャルパラTV スーパーLive Vol.2 (BiSHトリビュートユニット「RiSH」メインボーカル：2019年 9月 1日・新宿SUNFACE)[97]
- PUMA×INTERPROTO SERIES "GERMAN CAR MEETING 2019" 「プーマサーキットクイーン」（2019年11月17日・富士スピードウェイ）
- シャープ AQUOS R5G 発表会動体モデル：2020年 2月 17日・港区[98]
- Prime Video Boxing 10 ラウンドガール（2024年10月14日）[99][注 7]

### 雑誌
- SUBARU MAGAZINE Vol.07　P.94～P.97 「スバル星団の感動」（交通タイムス社）ISBN 978-4-86542-236-8
- AKIBA Spec Vo.88 2017年 3月号　表紙モデル　電子版（エレクトロイメージング　fujisan.co.jp ）
- AKIBA Spec Vo.91 2017年 6月号　表紙モデル　電子版（エレクトロイメージング　fujisan.co.jp ）
- AKIBA Spec Vo.97 2017年11月号　表紙モデル　電子版（エレクトロイメージング　fujisan.co.jp ）
- CARトップ　2017年4月号 表紙（交通タイムス社） JAN 4910025470473
- 660 magazine Vol.005　P.56～P.61「スバルシフォンで行く中津川の旅」(芸文社) JAN 4910175640283
- AKIBA Spec Vo.104 2018年 7月号　表紙モデル　電子版（エレクトロイメージング　fujisan.co.jp ）
- AKIBA Spec Vo.109 2018年12月号　表紙モデル　電子版（エレクトロイメージング　fujisan.co.jp ）
- GALS PARADISE 2018DVDスペシャル　表紙モデル・グラビア・特別付録DVD (三栄書房) ISBN 978-4-7796-3805-3
- AKIBA Spec Vo.115 2019年 6月号　表紙モデル　電子版（エレクトロイメージング　fujisan.co.jp ）
- GALS PALADISE plus Vol.50 2019 October　表紙モデル・グラビア　電子版 (サンズ)
- AKIBA Spec Vo.123 2020年 2月号　表紙モデル　電子版（エレクトロイメージング　fujisan.co.jp ）
- GALS PALADISE 2020東京オートサロン編　表紙モデル・グラビア（三栄）ISBN 978-4-7796-4129-9
- CARトップ　2020年3月号 P.188～P.191 「諦めないクルマ」（交通タイムス社）JAN 4910025470305
- AKIBA Spec Vo.126 2020年 5月号　表紙モデル　電子版（エレクトロイメージング　fujisan.co.jp ）
- FLASH (写真週刊誌) Vol. 1589　2021年2月2日号　表紙モデル・グラビア・ミスFLASH2021グランプリ (光文社)JAN 4910277210216
- FLASH (写真週刊誌) Vol. 1591　2021年2月16日号　センターグラビア(光文社)JAN 4910277230214
- GALS PARADISE 日本レースクイーン大賞2020特集　表紙モデル・グラビア（三栄）ISBN 978-4-7796-4338-5
- AKIBA Spec Vol.136 2021年 3月号   YARIS CROSS HYBRID Z meets 霧島聖子   電子版（エレクトロイメージング　fujisan.co.jp ）
- Wrist Machine 日本語版 WM004  表紙モデル Girls Wearing Wrist Machine　電子版 （エレクトロイメージング　Fujisan.co.jp）
- FLASH（写真週刊誌）Vol.1598  2021年4月13日号　日産KICKS紙上体験（光文社）JAN 491027720413
- グラドル名鑑2021　2021年3月29日発売　グラビア　(ダイアプレス）ISBN 978-4-8023-0707-9
- 週刊プレイボーイ No.16 2021年4月19日号　グラビア　「立ち止まってなんていられない」（集英社） JAN 4910206730419
- FLASHグラビア傑作選 2021年4月25日号　グラビア「三冠女王のゆとり」（光文社） ISBN 978-4-334-87166-6
- AKIBA Spec Vol141 2021年 8月号　amazon kindle版 表紙モデル　電子版（エレクトロイメージング　amazon）
- 週刊プレイボーイ No.31.32 2021年8月9日号　表紙・グラビアP.186・DVD（集英社）JAN 4910206720816
- FLASH (写真週刊誌) Vol. 1628　2021年12月28日号　グラビア　「ミスFLASH2021卒業メモリアル撮り下ろし」(光文社)JAN 4910277241210
- AKIBA Spec Vo.172 2024年 3月号　表紙モデル　電子版（エレクトロイメージング　fujisan.co.jp ）

### その他
- 2020 D1グランプリシリーズ 単走ルール説明・ナレーション担当

### ラウンドガール
| 年     | 大会名 | ユニット名  | 他メンバー                                                     |
| ------ | ------ | ----------- | -------------------------------------------------------------- |
| 2023年 | RISE   | R-1SE Force | 桜りん、高橋凛、大貫彩香、宮原華音、七瀬なな、ぽぽちゃん、セラ |

## 音楽
- KONAMI BeatmaniaII DX 24 SINOBUZ 「Believe in you 」[100]
- KONAMI SOUND VOLTEX 「幽玄の桜」(音召缶 feat.Renna) 歌詞・歌唱[101]
- DJ SHIMAMURA「FENIX」”Again feat.Renna" 歌詞・歌唱 ( DNCD-010 DYNASTY RECORDS )
- FRESH ANGELS 「Secret! / Victory Way」AQC1-77370 (エイベックス・エンタテインメント)
- FRESH ANGELS 「Secret! / Victory Way (CD+DVD)」AQC1-77371/B (エイベックス・エンタテインメント)
- FRESH ANGELS 「Ready Go / Candy Heart」AQC1-77451 (エイベックス・エンタテインメント)
- FRESH ANGELS 「Ready Go / Candy Heart (CD+DVD)」AQC1-77452/B (エイベックス・エンタテインメント)

## WEB
- WEB CARTOP「噂のドヤ顔美女！ スバルBRZを応援する霧島聖子ちゃん」(2017年2月25日掲載)[102]
- clicccar.com「歌って踊れて2次元命。「オタレースクイーン」霧島聖子ちゃん【モーターファンフェスタ2018】」(2018年4月29日掲載)[103]
- clicccar.com「素顔じゃなくて「素」。レースクイーン・霧島聖子ちゃんのライブ配信が面白過ぎ！」(2018年7月31日掲載)[104]
- 賃貸ガレージハウス【ガレント御殿場インター北】紹介ムービー[動 11]
- 賃貸ガレージハウス【ガレント川崎宮前中央】紹介ムービー[動 12]
- 賃貸ガレージハウス【ガレント伊勢原】紹介ムービー[動 13]
- 賃貸ガレージハウス【ガレント板橋四葉１丁目】紹介ムービー[動 14]
- オートックワン「【美女の乗るクルマ】-scene:3- スバル XV e-BOXER × 霧島聖子」[105]
- オートックワン「【美女の乗るクルマ】-scene:4- トヨタ シエンタ × 霧島聖子」[106]
- 価格.comマガジン「いいモノ調査隊「女性モデルの撮り方」のコツ教えます グラビア撮影現場から、プロカメラマンのリアルな技を盗め！【前編】」[107]
- 価格.comマガジン「いいモノ調査隊「女性モデルの撮り方」のコツ教えます グラビア撮影現場から、プロカメラマンのリアルな技を盗め！【後編】」[108]
- clicccar.com「トヨタのでっかい高級ワゴン「グランエース」は乗り心地が絶品！　霧島聖子さんと走りをチェック【トヨタグランエース試乗記】」(2020年2月13日掲載)[109]
- 賃貸ガレージハウス【ガレント大宮日進Part.2】紹介ムービー [動 15]
- ベストカーWeb 「史上初の快挙！2019年GT王者とフォーミュラ王者のレースクイーン 霧島聖子ちゃん」(2020年 6月13日掲載)[110]
- 賃貸ガレージハウス【ガレント練馬春日町】紹介ムービー[動 16]
- SUV FREAKS 【SUV映えを探しに行こう！】高速から峠道まで、不満ない高性能ぶり。VWの最新SUV T-Rocで、妙義山周辺ドライブ。[111]

## 作品

### イメージDVD
- Saint Love（2020年11月20日、イーネット・フロンティア ）[21]
- ミスFLASH2021（2021年4月20日、ラインコミュニケーションズ）[112]
- 妄想Romance（2021年8月27日、竹書房）[113]
- misty love（2021年12月23日、ギルド）[114]
- あっためてみたら（2025年7月30日、スパイスビジュアル）[115]